# Pachydyptes ponderosus
A Pachydyptes ponderosus a madarak (Aves) osztályának pingvinalakúak (Sphenisciformes) rendjébe, ezen belül a pingvinfélék (Spheniscidae) családjába és a Palaeeudyptinae alcsaládjába tartozó fosszilis faj.
Nemének eddig az egyetlen felfedezett faja.

## Tudnivalók
A Pachydyptes ponderosus, körülbelül ezelőtt 37-34 millió éve élt, az eocén kor végén. Az állat maradványait az új-zélandi Otago régióban fedezték fel. Az egész fajból, csak néhány csont került elő.
Ennek a röpképtelen madárnak a magassága, körülbelül 140-160 centiméter volt, testtömege nagyjából megegyezhetett e felnőtt férfi testtömegével, vagyis 80-100 kilogramm között lehetett. Ez volt a valaha felfedezett második legmagasabb pingvinfaj, az Anthropornis nordenskjoeldi után, mely 170 centiméter magas volt, viszony karcsúbb testfelépítése miatt, könnyebb lehetett.
A szóban forgó pingvinfaj, valamivel nagyobb volt, mint e fosszilis alcsalád legjobban megmaradt képviselője, az Icadyptes salasi.

### Fordítás
- Ez a szócikk részben vagy egészben  a   Pachydyptes című angol Wikipédia-szócikk ezen változatának fordításán alapul.  Az eredeti cikk szerkesztőit annak laptörténete sorolja fel. Ez a jelzés csupán a megfogalmazás eredetét és a szerzői jogokat jelzi, nem szolgál a cikkben szereplő információk forrásmegjelöléseként.